# حاملة المروحيات هيوجا
حاملة المروحيات هيوجا (ひゅうが型護衛艦 Hyūga-gata-goei-kan) هي فئة لحاملة طائرات الهليكوبتر تابعة لقوة الدفاع البحري الياباني (JMSDF). كانت هذه الفئة أكبر سفن تم تصميمها للبحرية اليابانية منذ الحرب العالمية الثانية .  تم وصف هيوجا في فيلم وثائقي بي بي إس بأنه «أول حاملة طائرات يابانية تم بناؤها منذ الحرب العالمية الثانية.»  كان الهدف من فئة هيوجا الهدف استبدال المدمرات فئة هارونا. المهمة الرئيسية لهذه الحاملات الجديدة هو أن تكون مضادة للغواصات.